# Felipe S. Tami
Felipe Santino Tami (Buenos Aires, 1926-Covadonga, 16 de octubre de 2019) fue un economista y profesor argentino. Se desempeñó como presidente del Banco Central de la República Argentina, durante la presidencia de facto de Juan Carlos Onganía, por unos meses en 1966. Además, fue académico de la Academia Nacional de Ciencias Económicas.

## Trayectoria
Se recibió de contador público en la Universidad de Buenos Aires en 1950 y luego se doctoró en Economía por la misma casa de estudios en 1955. En aquella también fue docente, así como también en la Universidad Católica Argentina. Además, estudió en la Universidad Duke y la Universidad de Columbia.
Simpatizante del Partido Demócrata Cristiano, su desembarco en el Banco Central de la República Argentina se dio de la mano del ministro de Economía Jorge Salimei en julio de 1966. Su equipo de trabajo fue un grupo de tecnócratas, economistas con formación en el exterior, y fue conocido como el «grupo Tami» o también «grupo Di Tella», por los estrechos vínculos de estos con el Instituto Di Tella. Su visión de la economía, apoyada en el estructuralismo de la CEPAL, como también la falta de cercanía con los sectores más conservadores de la sociedad, rápidamente hicieron desconfiar al gobierno de la Revolución Argentina, que vio como muy «izquierdista» a Tami. Su grupo confrontó con el grupo conocido como los «ortodoxos», que terminaron ganando influencia en el gobierno, provocando la renuncia de Tami y su grupo en noviembre de 1966.
Ingresó como académico de la Academia Nacional de Ciencias Económicas en 1975, ocupando el sital 31, en reemplazo de Enrique García Vázquez, quien había renunciado.